# Wilson Kipsang Kiprotich
Wilson Kipsang Kiprotich (Keiyo, 1982. március 15. –) kenyai hosszútávfutó. A 2012-es nyári olimpiai játékokon a maratonfutásban bronzérmet szerzett. 2014-ig ő tartotta a maratoni futás világrekordját 2:03:23-as idővel, amelyet a 2013-as berlini maratonon ért el.
Kiprotich kétszer nyerte meg a frankfurti maratont, 2010-ben és 2011-ben.[forrás?] Ezen kívül megnyerte a londoni maratont (2012) és a berlini maratont (2013) is.
2020 nyarán négyéves eltiltással sújtották, mivel 12 hónapon belül három alkalommal is vétett a holléti nyilvántartás kötelezettségének.